# Pelodiscus parviformis
Pelodiscus parviformis är en sköldpaddsart som beskrevs av  Tang 1997. Pelodiscus parviformis ingår i släktet Pelodiscus och familjen lädersköldpaddor. Inga underarter finns listade i Catalogue of Life.
Arten förekommer i sydöstra Kina i provinserna Guangxi och Hunan.